# Alejandro Galán
Alejandro Galán Romo (* 15. Mai 1996 in Madrid) ist ein spanischer Padelspieler, der bereits mehrfach die Weltrangliste der International Padel Federation (IPF) anführte. Galán war zusammen mit seinem Partner Juan Lebrón drei Jahre in Folge (2020, 2021 und 2022) die Nummer 1 der Welt, bis beide den Titel im Mai 2023 an Arturo Coello und Agustín Tapia abgeben mussten.

## Sportliche Laufbahn
Alejandro Galáns sportliche Karriere auf der World Padel Tour begann mit Juan Cruz Belluati im Jahr 2016. Nach einem erfolgreichen Jahr 2017 schloss sich Ale Galán für die Saison 2018 Matías Díaz an. Sie erreichten bei den ersten Turnieren der Saison das Halbfinale. Bei den Valladolid Open holte sich Galán seinen ersten Titel auf der World Padel Tour, den er gemeinsam mit seinem Partner bei den Lugo Open wiederholte. Ab Mitte 2019 spielte er erfolgreich mit dem Brasilianer Pablo Lima zusammen. Ab 2020 wurde Juan Lebrón Chincoa sein neuer Spielpartner, die beiden stellten in der Zeit von 2020 bis 2024 eines der erfolgreichsten Doppel der Padelwelt dar. Nach der Trennung von Lebrón im Jahr 2024 wurde ein neues Erfolgsdoppel zwischen Galán und Federico Chingotto gebildet.

## Siege beim Premier Padel
| Nr. | Jahr | Turnier           | Kategorie | Partner            | Gegner                            | Ergebnis       |
| --- | ---- | ----------------- | --------- | ------------------ | --------------------------------- | -------------- |
| 1.  | 2022 | Rom               | Major     | Juan Lebrón        | Francisco Navarro Martín Di Nenno | 4:6, 7:5, 6:4  |
| 2.  | 2022 | Paris             | Major     | Juan Lebrón        | Juan Tello Federico Chingotto     | 6:3, 4:6, 6:4  |
| 3.  | 2022 | Madrid            | P1        | Juan Lebrón        | Francisco Navarro Martín Di Nenno | 5:7, 6:2, 6:3  |
| 4.  | 2022 | Mailand           | P1        | Juan Lebrón        | Víctor Ruiz Lucas Bergamini       | 6:2, 6:2       |
| 5.  | 2023 | Mailand           | P1        | Juan Lebrón        | Martín Di Nenno Franco Stupaczuk  | 7:6, 6:7, 7:6  |
| 6.  | 2024 | Riad              | P1        | Juan Lebrón        | Arturo Coello Agustín Tapia       | 6:7, 6:4, 6:4  |
| 7.  | 2024 | Brüssel           | P2        | Federico Chingotto | Arturo Coello Agustín Tapia       | 6:4, 6:74, 6:2 |
| 8.  | 2024 | Sevilla           | P2        | Federico Chingotto | Martín Di Nenno Franco Stupaczuk  | 7:66, 6:4      |
| 9.  | 2024 | Mar del Plata     | P1        | Federico Chingotto | Arturo Coello Agustín Tapia       | 2:6, 6:2, 6:2  |
| 10. | 2024 | Rom               | Major     | Federico Chingotto | Arturo Coello Agustín Tapia       | 6:4, 1:6, 6:1  |
| 11. | 2024 | Genua             | P2        | Federico Chingotto | Arturo Coello Agustín Tapia       | 6:1, 6:1       |
| 12. | 2025 | Miami             | P1        | Federico Chingotto | Franco Stupaczuk Juan Lebrón      | 6:1, 7:63      |
| 13. | 2025 | Santiago de Chile | P2        | Federico Chingotto | Franco Stupaczuk Juan Lebrón      | kampflos       |
| 14. | 2025 | Asunción          | P2        | Federico Chingotto | Leandro Augsburger Pablo Cardona  | 7:6, 6:1       |
| 15. | 2025 | Rom               | Major     | Federico Chingotto | Agustín Tapia Arturo Coello       | 6:3, 7:5       |